# Stemonyphantes menyuanensis
Stemonyphantes menyuanensis är en spindelart som beskrevs av Hu 200. Stemonyphantes menyuanensis ingår i släktet Stemonyphantes och familjen täckvävarspindlar. Inga underarter finns listade i Catalogue of Life.